# PASW Statistic
PASW StatisticはSPSSが販売する統計パッケージソフトの名称である。統計パッケージソフトの代表的な製品であり、SASと並んで高いシェアを誇る。
SPSS は当初はシカゴ大学で開発された。
日本では1970年代から80年代に、京都大学で機能を追加した KUSPSS も使用されていた。
最近ではStataもシェアをのばしている。特に医歯薬看護分野で用いられることが多い。
当初は Statistical Package for the Social Sciences （社会科学のための統計パッケージ）の略とされていたが、現在は単なる SPSSが 正式名称となり、2009年4月7日にPASW Statisticと改名された。
2009年8月下旬に発売のものには、R言語とPythonおよびそれぞれの接続モジュールがバンドルされた。
2009年7月、SPSS社はIBMに買収され、製品名が「IBM SPSS Statics」と変わった。
PC 版は、SAS と異なり、売りきりである。

## 参考
- PSPP - SPSS 互換を目指して開発が続けられている自由ソフトウェア (主に科学技術分野を想定)
- gretl - SPSS 互換を目指して開発が続けられている自由ソフトウェア (主に経済学分野を想定)